# Walk of Fame hírességeinek listája R–Z
Az alábbi lista R-től Z-ig, azokat a híres személyeket tartalmazza, akinek csillaga van a hollywoodi Walk of Fame-en.

## R
| Név                       | Kategória        | Cím                  |
| ------------------------- | ---------------- | -------------------- |
| Gilda Radner              | Televíziózás     | 6801 Hollywood Blvd. |
| George Raft               | Mozgókép         | 6159 Hollywood Blvd. |
| George Raft               | Televíziózás     | 1500 Vine Street     |
| Luise Rainer              | Mozgókép         | 6300 Hollywood Blvd. |
| Claude Rains              | Mozgókép         | 6400 Hollywood Blvd. |
| Ella Raines               | Mozgókép         | 7021 Hollywood Blvd. |
| John Raitt                | Színház          | 6126 Hollywood Blvd. |
| Bonnie Raitt              | Zene             | 1750 N. Vine St.     |
| Esther Ralston            | Mozgókép         | 6664 Hollywood Blvd. |
| Vera Ralston              | Mozgókép         | 1752 Vine Street     |
| Marjorie Rambeau          | Mozgókép         | 6336 Hollywood Blvd. |
| Basil Rathbone            | Mozgókép         | 6549 Hollywood Blvd. |
| Basil Rathbone            | Rádiózás         | 6300 Hollywood Blvd. |
| Basil Rathbone            | Televíziózás     | 6915 Hollywood Blvd. |
| Gregory Ratoff            | Mozgókép         | 6100 Hollywood Blvd. |
| Herbert Rawlinson         | Mozgókép         | 6150 Hollywood Blvd. |
| Lou Rawls                 | Zene             | 6931 Hollywood Blvd. |
| Charles Ray               | Mozgókép         | 6355 Hollywood Blvd. |
| Johnnie Ray               | Zene             | 6201 Hollywood Blvd. |
| Martha Raye               | Mozgókép         | 6251 Hollywood Blvd. |
| Martha Raye               | Televíziózás     | 6547 Hollywood Blvd. |
| Gene Raymond              | Mozgókép         | 7001 Hollywood Blvd. |
| Gene Raymond              | Televíziózás     | 1708 Vine Street     |
| Ronald Reagan             | Televíziózás     | 6374 Hollywood Blvd. |
| Helen Reddy               | Zene             | 1750 Vine Street     |
| Donna Reed                | Mozgókép         | 1612 Vine Street     |
| Della Reese               | Televíziózás     | 7060 Hollywood Blvd. |
| Christopher Reeve         | Mozgókép         | 7021 Hollywood Blvd. |
| George Reeves             | Televíziózás     | 6709 Hollywood Blvd. |
| Keanu Reeves              | Mozgókép         | 6801 Hollywood Blvd. |
| Wallace Reid              | Mozgókép         | 6617 Hollywood Blvd  |
| Carl Reiner               | Televíziózás     | 6421 Hollywood Blvd. |
| Rob Reiner                | Mozgókép         | 6421 Hollywood Blvd. |
| Irving Reis               | Mozgókép         | 6912 Hollywood Blvd. |
| Ivan Reitman              | Mozgókép         | 7024 Hollywood Blvd  |
| Lee Remick                | Mozgókép         | 6104 Hollywood Blvd. |
| Duncan Renaldo            | Televíziózás     | 1680 Vine Street     |
| Henri René                | Zene             | 1610 Vine Street     |
| Ray Rennahan              | Mozgókép         | 6916 Hollywood Blvd. |
| Jean Renoir               | Mozgókép         | 6212 Hollywood Blvd. |
| Burt Reynolds             | Mozgókép         | 6838 Hollywood Blvd. |
| Debbie Reynolds           | Mozgókép         | 6654 Hollywood Blvd. |
| Marjorie Reynolds         | Televíziózás     | 1525 Vine Street     |
| Quentin Reynolds          | Rádiózás         | 6225 Hollywood Blvd. |
| Grantland Rice            | Rádiózás         | 1632 Vine Street     |
| Tim Rice                  | Live performance | 6243 Hollywood Blvd. |
| Irene Rich                | Mozgókép         | 6225 Hollywood Blvd. |
| Irene Rich                | Rádiózás         | 6150 Hollywood Blvd. |
| Little Richard            | Zene             | 6840 Hollywood Blvd. |
| Lionel Richie             | Zene             | 7018 Hollywood Blvd. |
| Don Rickles               | Színház          | 6834 Hollywood Blvd. |
| Nelson Riddle             | Zene             | 6724 Hollywood Blvd. |
| Tommy and Betty Lou Riggs | Rádiózás         | 6164 Hollywood Blvd. |
| Rin Tin Tin               | Mozgókép         | 1623 Vine Street     |
| Robert Ripley             | Rádiózás         | 6400 Hollywood Blvd  |
| John Ritter               | Televíziózás     | 6631 Hollywood Blvd. |
| Tex Ritter                | Zene             | 6631 Hollywood Blvd. |
| The Ritz Brothers         | Mozgókép         | 6756 Hollywood Blvd. |
| Joan Rivers               | Televíziózás     | 7000 Hollywood Blvd. |

| Név                        | Kategória    | Cím                  |
| -------------------------- | ------------ | -------------------- |
| Hal Roach                  | Mozgókép     | 1654 Vine Street     |
| Harold Robbins             | Mozgókép     | 6743 Hollywood Blvd. |
| Marty Robbins              | Zene         | 6666 Hollywood Blvd. |
| Tim Robbins                | Mozgókép     | 6801 Hollywood Blvd. |
| Doris Roberts              | Televíziózás | 7021 Hollywood Blvd. |
| Theodore Roberts           | Mozgókép     | 6166 Hollywood Blvd. |
| Cliff Robertson            | Mozgókép     | 6801 Hollywood Blvd. |
| Dale Robertson             | Televíziózás | 6500 Hollywood Blvd. |
| Paul Robeson               | Mozgókép     | 6660 Hollywood Blvd. |
| Edward G. Robinson         | Mozgókép     | 6235 Hollywood Blvd. |
| Smokey Robinson            | Zene         | 1500 N. Vine Street  |
| Mark Robson                | Mozgókép     | 1720 Vine Street     |
| Eddie "Rochester" Anderson | Rádiózás     | 6513 Hollywood Blvd. |
| Chris Rock                 | Televíziózás | 7021 Hollywood Blvd. |
| Gene Roddenberry           | Televíziózás | 6683 Hollywood Blvd. |
| Kenny Rogers               | Zene         | 6666 Hollywood Blvd. |
| Charles "Buddy" Rogers     | Mozgókép     | 6135 Hollywood Blvd. |
| Fred "Mister" Rogers       | Televíziózás | 6600 Hollywood Blvd. |
| Ginger Rogers              | Mozgókép     | 6772 Hollywood Blvd. |
| Roy Rogers                 | Mozgókép     | 1752 Vine Street     |
| Roy Rogers                 | Rádiózás     | 1733 Vine Street     |
| Roy Rogers                 | Televíziózás | 1620 Vine Street     |
| Wayne Rogers               | Televíziózás | 7018 Hollywood Blvd. |
| Will Rogers                | Mozgókép     | 6401 Hollywood Blvd. |
| Will Rogers                | Rádiózás     | 6608 Hollywood Blvd. |
| Gilbert Roland             | Mozgókép     | 6730 Hollywood Blvd. |
| Ruth Roland                | Mozgókép     | 6260 Hollywood Blvd. |
| Ruth Roman                 | Televíziózás | 6672 Hollywood Blvd. |
| Cesar Romero               | Mozgókép     | 6615 Hollywood Blvd. |
| Cesar Romero               | Televíziózás | 1719 Vine Street     |
| Jan and Mickey Rooney      | Színház      | 6801 Hollywood Blvd. |
| Mickey Rooney              | Mozgókép     | 1718 Vine Street     |
| Mickey Rooney              | Rádiózás     | 6372 Hollywood Blvd  |
| Mickey Rooney              | Televíziózás | 6541 Hollywood Blvd  |
| David Rose                 | Zene         | 6514 Hollywood Blvd. |
| Roseanne                   | Televíziózás | 6767 Hollywood Blvd. |
| Diana Ross                 | Zene         | 6712 Hollywood Blvd. |
| Lanny Ross                 | Rádiózás     | 6777 Hollywood Blvd  |
| Marion Ross                | Televíziózás | 6420 Hollywood Blvd. |
| Robert Rossen              | Mozgókép     | 6821 Hollywood Blvd. |
| Lillian Roth               | Mozgókép     | 6330 Hollywood Blvd. |
| Dan Rowan and Dick Martin  | Televíziózás | 7080 Hollywood Blvd. |
| Henry Rowland              | Televíziózás | 6328 Hollywood Blvd. |
| Richard Rowland            | Mozgókép     | 1549 Vine Street     |
| Alma Rubens                | Mozgókép     | 6409 Hollywood Blvd. |
| Arthur Rubinstein          | Zene         | 1737 Vine Street     |
| Evelyn Rudie               | Televíziózás | 6800 Hollywood Blvd. |
| Charles Ruggles            | Mozgókép     | 6264 Hollywood Blvd. |
| Charles Ruggles            | Rádiózás     | 6359 Hollywood Blvd. |
| Charles Ruggles            | Televíziózás | 1630 Vine Street     |
| Wesley Ruggles             | Mozgókép     | 6424 Hollywood Blvd. |
| Fecsegő tipegők (Rugrats)  | Televíziózás | 6600 Hollywood Blvd. |
| Rush                       | Zene         | 6752 Hollywood Blvd. |
| Gail Russell               | Mozgókép     | 6933 Hollywood Blvd. |
| Harold Russell             | Mozgókép     | 6752 Hollywood Blvd. |
| Jane Russell               | Mozgókép     | 6850 Hollywood Blvd. |
| Rosalind Russell           | Mozgókép     | 1708 Vine Street     |
| Ann Rutherford             | Televíziózás | 6333 Hollywood Blvd. |
| Ann Rutherford             | Mozgókép     | 6834 Hollywood Blvd. |
| Winona Ryder               | Mozgókép     | 7018 Hollywood Blvd. |

## S
| Név                                    | Kategória    | Cím                  |
| -------------------------------------- | ------------ | -------------------- |
| Sabu                                   | Mozgókép     | 6251 Hollywood Blvd. |
| Carole Bayer Sager                     | Zene         | 7021 Hollywood Blvd. |
| Eva Marie Saint                        | Televíziózás | 6730 Hollywood Blvd. |
| Eva Marie Saint                        | Mozgókép     | 6624 Hollywood Blvd. |
| Pat Sajak                              | Televíziózás | 6200 Hollywood Blvd. |
| Soupy Sales                            | Televíziózás | 7000 Hollywood Blvd. |
| George Sanders                         | Mozgókép     | 1636 Vine Street     |
| George Sanders                         | Televíziózás | 7007 Hollywood Blvd. |
| Julia Sanderson                        | Rádiózás     | 1620 Vine Street     |
| Mark Sandrich                          | Mozgókép     | 1719 Vine Street     |
| Tommy Sands                            | Zene         | 1560 Vine Street     |
| Isabel Sanford                         | Televíziózás | 7080 Hollywood Blvd. |
| Carlos Santana                         | Zene         | 7080 Hollywood Blvd. |
| Susan Sarandon                         | Mozgókép     | 6801 Hollywood Blvd. |
| Cristina Saralegui                     | Televíziózás | 7060 Hollywood Blvd. |
| Telly Savalas                          | Mozgókép     | 6801 Hollywood Blvd. |
| Joseph Schenck                         | Mozgókép     | 6757 Hollywood Blvd. |
| Victor Schertzinger                    | Mozgókép     | 1611 Vine Street     |
| Lalo Schifrin                          | Zene         | 7000 Hollywood Blvd. |
| Joseph Schildkraut                     | Mozgókép     | 6780 Hollywood Blvd. |
| George Schlatter                       | Televíziózás | 7000 Hollywood Blvd. |
| Ernest B. Schoedsack                   | Mozgókép     | 6270 Hollywood Blvd. |
| B. P. Schulberg                        | Mozgókép     | 1500 Vine Street     |
| Charles M. Schulz                      | Televíziózás | 7021 Hollywood Blvd. |
| Ernestine Schumann-Heink               | Zene         | 6640 Hollywood Blvd. |
| Arnold Schwarzenegger                  | Mozgókép     | 6764 Hollywood Blvd. |
| Sherwood Schwartz                      | Televíziózás | 6541 Hollywood Blvd. |
| Stephen Schwartz                       | Színház      | 6233 Hollywood Blvd. |
| Martin Scorsese                        | Mozgókép     | 6801 Hollywood Blvd. |
| Lizabeth Scott                         | Mozgókép     | 1624 Vine Street     |
| Martha Scott                           | Színház      | 6126 Hollywood Blvd. |
| Randolph Scott                         | Mozgókép     | 6243 Hollywood Blvd. |
| Zachary Scott                          | Mozgókép     | 6349 Hollywood Blvd. |
| Vin Scully                             | Rádiózás     | 6675 Hollywood Blvd. |
| Earl Scruggs                           | Zene         | 7021 Hollywood Blvd. |
| Ryan Seacrest                          | Rádiózás     | 6801 Hollywood Blvd. |
| George Seaton                          | Mozgókép     | 1752 Vine Street     |
| Dorothy Sebastian                      | Mozgókép     | 6655 Hollywood Blvd. |
| Neil Sedaka                            | Zene         | Sunset & Vine        |
| Edward Sedgwick                        | Mozgókép     | 6801 Hollywood Blvd. |
| Kyra Sedgwick                          | Televíziózás | 6356 Hollywood Blvd. |
| Bob Seger & The Silver Bullet Együttes | Zene         | 1750 Vine Street     |
| William A. Seiter                      | Mozgókép     | 6240 Hollywood Blvd. |
| William Selig                          | Mozgókép     | 6116 Hollywood Blvd. |
| Tom Selleck                            | Mozgókép     | 6925 Hollywood Blvd. |
| David O. Selznick                      | Mozgókép     | 7000 Hollywood Blvd. |
| Lewis J. Selznick                      | Mozgókép     | 6412 Hollywood Blvd. |
| Larry Semon                            | Mozgókép     | 6933 Hollywood Blvd. |
| Mack Sennett                           | Mozgókép     | 6710 Hollywood Blvd. |
| Rudolf Serkin                          | Zene         | 1751 Vine Street     |
| Rod Serling                            | Televíziózás | 6840 Hollywood Blvd. |
| Mark Serrurier                         | Mozgókép     | 6667 Hollywood Blvd. |
| Dr. Seuss                              | Mozgókép     | 6600 Hollywood Blvd. |
| Jane Seymour                           | Televíziózás | 7000 Hollywood Blvd. |
| Leon Shamroy                           | Mozgókép     | 6925 Hollywood Blvd. |
| William Shatner                        | Televíziózás | 6901 Hollywood Blvd. |
| Artie Shaw                             | Zene         | 1709 Vine Street     |
| Robert Shaw                            | Zene         | 1559 Vine Street     |
| Norma Shearer                          | Mozgókép     | 6636 Hollywood Blvd. |
| George Shearing                        | Zene         | 1716 Vine Street     |
| Charlie Sheen                          | Mozgókép     | 7021 Hollywood Blvd. |
| Martin Sheen                           | Mozgókép     | 1500 Vine Street     |
| Judith Sheindlin (Judge Judy)          | Televíziózás | 7065 Hollywood Blvd. |
| Sidney Sheldon                         | Televíziózás | 6739 Hollywood Blvd. |
| Cybill Shepherd                        | Televíziózás | 7000 Hollywood Blvd. |
| Ann Sheridan                           | Mozgókép     | 7024 Hollywood Blvd. |
| The Sherman Brothers                   | Mozgókép     | 6918 Hollywood Blvd. |
| Bobby Sherwood                         | Televíziózás | 1625 Vine Street     |
| Anne Shirley                           | Mozgókép     | 7018 Hollywood Blvd. |
| Dinah Shore                            | Rádiózás     | 1751 Vine Street     |
| Dinah Shore                            | Zene         | 6901 Hollywood Blvd. |
| Dinah Shore                            | Televíziózás | 6916 Hollywood Blvd. |
| Shrek                                  | Mozgókép     | 6931 Hollywood Blvd. |
| George Sidney                          | Mozgókép     | 6307 Hollywood Blvd. |
| Sylvia Sidney                          | Mozgókép     | 6245 Hollywood Blvd. |
| Siegfried & Roy                        | Színház      | 7060 Hollywood Blvd. |
| Beverly Sills                          | Zene         | 1750 Vine Street     |
| Milton Sills                           | Mozgókép     | 6263 Hollywood Blvd. |
| Joel Silver                            | Mozgókép     | 6925 Hollywood Blvd. |
| Jay Silverheels                        | Televíziózás | 6538 Hollywood Blvd. |
| Phil Silvers                           | Televíziózás | 6370 Hollywood Blvd. |
| Ginny Simms                            | Rádiózás     | 6408 Hollywood Blvd. |
| A Simpson család                       | Televíziózás | 7021 Hollywood Blvd. |
| Frank Sinatra                          | Mozgókép     | 1600 Vine Street     |
| Frank Sinatra                          | Zene         | 1637 Vine Street     |
| Frank Sinatra                          | Televíziózás | 6538 Hollywood Blvd. |
| Nancy Sinatra                          | Zene         | 7000 Hollywood Blvd. |
| John Singleton                         | Mozgókép     | 6915 Hollywood Blvd. |
| Penny Singleton                        | Mozgókép     | 6547 Hollywood Blvd. |
| Penny Singleton                        | Rádiózás     | 6811 Hollywood Blvd. |
| Red Skelton                            | Rádiózás     | 6763 Hollywood Blvd. |
| Red Skelton                            | Televíziózás | 6650 Hollywood Blvd. |
| Everett Sloane                         | Televíziózás | 6254 Hollywood Blvd. |
| Edward Small                           | Mozgókép     | 1501 Vine Street     |
| C. Aubrey Smith                        | Mozgókép     | 6327 Hollywood Blvd. |
| Carl Smith                             | Zene         | 1517 Vine Street     |
| Jack Smith                             | Rádiózás     | 6145 Hollywood Blvd. |
| Jaclyn Smith                           | Televíziózás | 7000 Hollywood Blvd. |
| Kate Smith                             | Zene         | 6157 Hollywood Blvd. |
| Kate Smith                             | Rádiózás     | 6145 Hollywood Blvd. |
| Keely Smith                            | Zene         | 7080 Hollywood Blvd. |
| Pete Smith                             | Mozgókép     | 1621 Vine Street     |

| Név                           | Kategória                          | Cím                                |
| ----------------------------- | ---------------------------------- | ---------------------------------- |
| The Smothers Brothers         | Televíziózás                       | 6555 Hollywood Blvd.               |
| Wesley Snipes                 | Mozgókép                           | 7018 Hollywood Blvd.               |
| Hófehérke (Snow White)        | Mozgókép                           | 6910 Hollywood Blvd.               |
| Marco Antonio Solís           | Zene                               | 6931 Hollywood Blvd.               |
| Suzanne Somers                | Televíziózás                       | 7018 Hollywood Blvd.               |
| Sonny & Cher                  | Televíziózás                       | 7018 Hollywood Blvd.               |
| The Sons of the Pioneers      | Zene                               | 6845 Hollywood Blvd.               |
| Ann Sothern                   | Mozgókép                           | 1612 Vine Street                   |
| Ann Sothern                   | Televíziózás                       | 1634 Vine Street                   |
| John Philip Sousa             | Zene                               | 1500 Vine Street                   |
| Kevin Spacey                  | Mozgókép                           | 6801 Hollywood Blvd.               |
| David Spade                   | Mozgókép                           | 7018 Hollywood Blvd.               |
| Britney Spears                | Zene                               | 6801 Hollywood Blvd.               |
| Aaron Spelling                | Televíziózás                       | 6667 Hollywood Blvd.               |
| Arthur Spiegel                | Mozgókép                           | 1680 Vine Street                   |
| Steven Spielberg              | Mozgókép                           | 6801 Hollywood Blvd.               |
| The Spinners                  | Zene                               | 6723 Hollywood Blvd.               |
| Phil Spitalny                 | Rádiózás                           | 6364 Hollywood Blvd.               |
| Adela Rogers St. Johns        | Mozgókép                           | 6424 Hollywood Blvd.               |
| Al St. John                   | Mozgókép                           | 6313 Hollywood Blvd.               |
| Robert Stack                  | Mozgókép                           | 7001 Hollywood Blvd.               |
| Hanley Stafford               | Rádiózás                           | 1640 Vine Street                   |
| Jo Stafford                   | Rádiózás                           | 1709 Vine Street                   |
| Jo Stafford                   | Zene                               | 1625 Vine Street                   |
| Jo Stafford                   | Televíziózás                       | 6270 Hollywood Blvd.               |
| John M. Stahl                 | Mozgókép                           | 6546 Hollywood Blvd.               |
| Sylvester Stallone            | Mozgókép                           | 6712 Hollywood Blvd.               |
| John Stamos                   | Televíziózás                       | 7021 Hollywood Blvd.               |
| Barbara Stanwyck              | Mozgókép                           | 1751 Vine Street                   |
| Pauline Starke                | Mozgókép                           | 6125 Hollywood Blvd.               |
| Kay Starr                     | Zene                               | 1716 Vine Street                   |
| Ringo Starr                   | Zene                               | 1750 Vine Street                   |
| Ralph Staub                   | Mozgókép                           | 1752 Vine Street                   |
| Eleanor Steber                | Zene                               | 1708 Vine Street                   |
| The Real Don Steele           | Rádiózás                           | 7080 Hollywood Blvd.               |
| Mary Steenburgen              | Mozgókép                           | 7021 Hollywood Blvd.               |
| Rod Steiger                   | Mozgókép                           | 7080 Hollywood Blvd.               |
| Jules C. Stein                | Mozgókép                           | 6821 Hollywood Blvd.               |
| William Steinberg             | Zene                               | 1645 Vine Street                   |
| Max Steiner                   | Mozgókép                           | 1559 Vine Street                   |
| Ford Sterling                 | Mozgókép                           | 6612 Hollywood Blvd.               |
| Jan Sterling                  | Mozgókép                           | 6638 Hollywood Blvd.               |
| Robert Sterling               | Televíziózás                       | 1709 Vine Street                   |
| Bill Stern                    | Rádiózás                           | 6821 Hollywood Blvd.               |
| Isaac Stern                   | Zene                               | 6540 Hollywood Blvd.               |
| The Steve Miller Együttes     | Zene                               | 1750 Vine Street                   |
| Connie Stevens                | Televíziózás                       | 6249 Hollywood Blvd.               |
| George Stevens                | Mozgókép                           | 1709 Vine Street                   |
| Mark Stevens                  | Televíziózás                       | 6637 Hollywood Blvd.               |
| Onslow Stevens                | Mozgókép                           | 6349 Hollywood Blvd.               |
| Anita Stewart                 | Mozgókép                           | 6724 Hollywood Blvd.               |
| James Stewart                 | Mozgókép                           | 1708 Vine Street                   |
| Patrick Stewart               | Színház                            | 7021 Hollywood Blvd.               |
| Rod Stewart                   | Zene                               | 6801 Hollywood Blvd.               |
| Jerry Stiller and Anne Meara  | Televíziózás                       | 7018 Hollywood Blvd.               |
| Mauritz Stiller               | Mozgókép                           | 1713 Vine Street                   |
| Sting                         | Zene                               | 6834 Hollywood Blvd.               |
| Frederick Stock               | Zene                               | 1547 Vine Street                   |
| Leopold Stokowski             | Zene                               | 1600 Vine Street                   |
| Dean Stockwell                | Mozgókép                           | 7000 Hollywood Blvd.               |
| Mike Stoller and Jerry Leiber | lásd Jerry Leiber and Mike Stoller | lásd Jerry Leiber and Mike Stoller |
| Morris Stoloff                | Zene                               | 6702 Hollywood Blvd.               |
| Andrew L. Stone               | Mozgókép                           | 6777 Hollywood Blvd.               |
| Cliffie Stone                 | Rádiózás                           | 1501 Vine Street                   |
| Ezra Stone                    | Rádiózás                           | 1634 Vine Street                   |
| Fred Stone                    | Mozgókép                           | 1634 Vine Street                   |
| George E. Stone               | Mozgókép                           | 6932 Hollywood Blvd.               |
| Lewis Stone                   | Mozgókép                           | 6526 Hollywood Blvd.               |
| Milburn Stone                 | Mozgókép                           | 6823 Hollywood Blvd.               |
| Oliver Stone                  | Mozgókép                           | 7013 Hollywood Blvd.               |
| Sharon Stone                  | Mozgókép                           | 6925 Hollywood Blvd.               |
| Edith Storey                  | Mozgókép                           | 1523 Vine Street                   |
| Gale Storm                    | Rádiózás                           | 6119 Hollywood Blvd.               |
| Gale Storm                    | Zene                               | 1519 Vine Street                   |
| Gale Storm                    | Televíziózás                       | 1680 Vine Street                   |
| Bill Stout                    | Televíziózás                       | 1500 Vine Street                   |
| Lee Strasberg                 | Mozgókép                           | 6757 Hollywood Blvd.               |
| Igor Stravinsky               | Rádiózás                           | 6340 Hollywood Blvd.               |
| Meryl Streep                  | Mozgókép                           | 7018 Hollywood Blvd.               |
| Barbra Streisand              | Mozgókép                           | 6925 Hollywood Blvd.               |
| Strongheart                   | Mozgókép                           | 1724 Vine Street                   |
| Gloria Stuart                 | Mozgókép                           | 6714 Hollywood Blvd.               |
| John Sturges                  | Mozgókép                           | 6511 Hollywood Blvd.               |
| Preston Sturges               | Mozgókép                           | 1601 Vine Street                   |
| Margaret Sullavan             | Mozgókép                           | 1751 Vine Street                   |
| Barry Sullivan                | Mozgókép                           | 6160 Hollywood Blvd.               |
| Barry Sullivan                | Televíziózás                       | 1500 Vine Street                   |
| Ed Sullivan                   | Televíziózás                       | 6101 Hollywood Blvd.               |
| Yma Sumac                     | Zene                               | 6445 Hollywood Blvd.               |
| Donna Summer                  | Zene                               | 7000 Hollywood Blvd.               |
| Slim Summerville              | Mozgókép                           | 6409 Hollywood Blvd.               |
| KC and the Sunshine Együttes  | Zene                               | 7080 Hollywood Blvd.               |
| The Supremes                  | Zene                               | 7060 Hollywood Blvd.               |
| Kiefer Sutherland             | Televíziózás                       | 7024 Hollywood Blvd.               |
| Mack Swain                    | Mozgókép                           | 1500 Vine Street                   |
| Hilary Swank                  | Mozgókép                           | 6925 Hollywood Blvd.               |
| Gloria Swanson                | Televíziózás                       | 6301 Hollywood Blvd.               |
| Gloria Swanson                | Mozgókép                           | 6750 Hollywood Blvd.               |
| Gladys Swarthout              | Zene                               | 6290 Hollywood Blvd.               |
| Patrick Swayze                | Mozgókép                           | 7021 Hollywood Blvd.               |
| Blanche Sweet                 | Mozgókép                           | 1751 Vine Street                   |
| Loretta Swit                  | Televíziózás                       | 6240 Hollywood Blvd.               |
| Szigeti József                | Zene                               | 6600 Hollywood Blvd.               |

## T
| Név                | Kategória    | Cím                  |
| ------------------ | ------------ | -------------------- |
| George Takei       | Televíziózás | 6681 Hollywood Blvd. |
| Mabel Taliaferro   | Mozgókép     | 6720 Hollywood Blvd. |
| Constance Talmadge | Mozgókép     | 6300 Hollywood Blvd. |
| Norma Talmadge     | Mozgókép     | 1500 Vine Street     |
| Akim Tamiroff      | Mozgókép     | 1634 Vine Street     |
| Jessica Tandy      | Mozgókép     | 6284 Hollywood Blvd. |
| Norman Taurog      | Mozgókép     | 1600 Vine Street     |
| Elizabeth Taylor   | Mozgókép     | 6336 Hollywood Blvd. |
| Estelle Taylor     | Mozgókép     | 1620 Vine Street     |
| Kent Taylor        | Televíziózás | 6818 Hollywood Blvd. |
| Rip Taylor         | Színház      | 6625 Hollywood Blvd. |
| Robert Taylor      | Mozgókép     | 1500 Vine Street     |
| Ruth Ashton Taylor | Televíziózás | 1540 Vine Street     |
| Renata Tebaldi     | Zene         | 6628 Hollywood Blvd. |
| Shirley Temple     | Mozgókép     | 1500 Vine Street     |
| Alec Templeton     | Rádiózás     | 1724 Vine Street     |
| The Temptations    | Zene         | 7060 Hollywood Blvd. |
| Alice Terry        | Mozgókép     | 6626 Hollywood Blvd. |
| John Tesh          | Televíziózás | 7021 Hollywood Blvd. |
| Irving Thalberg    | Mozgókép     | 7006 Hollywood Blvd. |
| Thalía             | Zene         | 6262 Hollywood Blvd. |
| Phyllis Thaxter    | Mozgókép     | 6531 Hollywood Blvd. |
| Blanche Thebom     | Zene         | 1651 Vine Street     |
| Charlize Theron    | Mozgókép     | 6801 Hollywood Blvd. |
| Bob Thomas         | Mozgókép     | 6841 Hollywood Blvd. |
| Danny Thomas       | Televíziózás | 6901 Hollywood Blvd. |
| Jay Thomas         | Rádiózás     | 6161 Hollywood Blvd. |
| John Carlos Thomas | Zene         | 6933 Hollywood Blvd. |
| Lowell Thomas      | Mozgókép     | 6433 Hollywood Blvd. |
| Lowell Thomas      | Rádiózás     | 1752 Vine Street     |
| Marlo Thomas       | Televíziózás | 6904 Hollywood Blvd. |
| Bill Thompson      | Rádiózás     | 7021 Hollywood Blvd. |
| Emma Thompson      | Mozgókép     | 6714 Hollywood Blvd. |
| Fred Thomson       | Mozgókép     | 6850 Hollywood Blvd. |
| Billy Bob Thornton | Mozgókép     | 6801 Hollywood Blvd. |
| Richard Thorpe     | Mozgókép     | 6101 Hollywood Blvd. |
| The Three Stooges  | Mozgókép     | 1560 Vine Street     |
| Lawrence Tibbett   | Zene         | 6325 Hollywood Blvd. |
| Gene Tierney       | Mozgókép     | 6125 Hollywood Blvd. |
| Tinker Bell        | Mozgókép     | 6834 Hollywood Blvd. |
| Steve Tisch        | Mozgókép     | 6522 Hollywood Blvd. |

| Név                             | Kategória    | Cím                  |
| ------------------------------- | ------------ | -------------------- |
| Genevieve Tobin                 | Mozgókép     | 6119 Hollywood Blvd. |
| Thelma Todd                     | Mozgókép     | 6262 Hollywood Blvd. |
| Tom Petty and the Heartbreakers | Zene         | 7018 Hollywood Blvd. |
| Franchot Tone                   | Mozgókép     | 6560 Hollywood Blvd. |
| Regis Toomey                    | Mozgókép     | 7021 Hollywood Blvd. |
| Mel Tormé                       | Zene         | 1541 Vine Street     |
| David Torrence                  | Mozgókép     | 6564 Hollywood Blvd. |
| Ernest Torrence                 | Mozgókép     | 6801 Hollywood Blvd. |
| Arturo Toscanini                | Rádiózás     | 6336 Hollywood Blvd. |
| Arturo Toscanini                | Zene         | 6725 Hollywood Blvd. |
| Maurice Tourneur                | Mozgókép     | 6243 Hollywood Blvd. |
| Lee Tracy                       | Mozgókép     | 1638 Vine Street     |
| Spencer Tracy                   | Mozgókép     | 6814 Hollywood Blvd. |
| Helen Traubel                   | Zene         | 6422 Hollywood Blvd. |
| Fred Travalena                  | Televíziózás | 7018 Hollywood Blvd. |
| Randy Travis                    | Zene         | 7021 Hollywood Blvd. |
| John Travolta                   | Mozgókép     | 6901 Hollywood Blvd. |
| Arthur Treacher                 | Mozgókép     | 6274 Hollywood Blvd. |
| Alex Trebek                     | Televíziózás | 6501 Hollywood Blvd. |
| Claire Trevor                   | Mozgókép     | 6933 Hollywood Blvd. |
| Laurence Trimble                | Mozgókép     | 6340 Hollywood Blvd. |
| Ernest Truex                    | Televíziózás | 6721 Hollywood Blvd. |
| Donald Trump                    | Televíziózás | 6801 Hollywood Blvd. |
| Ernest Tubb                     | Zene         | 1751 Vine Street     |
| Forrest Tucker                  | Mozgókép     | 6385 Hollywood Blvd. |
| Sophie Tucker                   | Mozgókép     | 6321 Hollywood Blvd. |
| Tom Tully                       | Mozgókép     | 6119 Hollywood Blvd. |
| Charlie Tuna                    | Rádiózás     | 1560 Vine Street     |
| Tommy Tune                      | Színház      | 1777 Vine Street     |
| Lana Turner                     | Mozgókép     | 6241 Hollywood Blvd. |
| Ted Turner                      | Mozgókép     | 7000 Hollywood Blvd. |
| Tina Turner                     | Zene         | 1750 N. Vine Street  |
| Ben Turpin                      | Mozgókép     | 1651 Vine Street     |
| Lurene Tuttle                   | Rádiózás     | 1760 Vine Street     |
| Lurene Tuttle                   | Televíziózás | 7011 Hollywood Blvd. |
| Helen Twelvetrees               | Mozgókép     | 6263 Hollywood Blvd. |
| Cicely Tyson                    | Mozgókép     | 7080 Hollywood Blvd. |

## U
| Név          | Kategória    | Cím                  |
| ------------ | ------------ | -------------------- |
| Robert Urich | Televíziózás | 7083 Hollywood Blvd. |

## V
| Név               | Kategória    | Cím                  |
| ----------------- | ------------ | -------------------- |
| Vera Vague        | Mozgókép     | 1720 Vine Street     |
| Vera Vague        | Rádiózás     | 1639 Vine Street     |
| Ritchie Valens    | Zene         | 6733 Hollywood Blvd. |
| Jack Valenti      | Mozgókép     | 7000 Hollywood Blvd. |
| Rudolph Valentino | Mozgókép     | 6164 Hollywood Blvd. |
| Rudy Vallée       | Rádiózás     | 1632 Vine Street     |
| Virginia Valli    | Mozgókép     | 6125 Hollywood Blvd. |
| Mamie Van Doren   | Mozgókép     | 7057 Hollywood Blvd. |
| Dick Van Dyke     | Televíziózás | 7021 Hollywood Blvd. |
| Woody Van Dyke    | Mozgókép     | 6141 Hollywood Blvd. |
| Jo Van Fleet      | Mozgókép     | 7010 Hollywood Blvd. |
| Dick Van Patten   | Televíziózás | 1541 N. Vine Street  |
| Vivian Vance      | Televíziózás | 7000 Hollywood Blvd. |
| Sarah Vaughan     | Zene         | 1724 Vine Street     |

| Név                 | Kategória    | Cím                  |
| ------------------- | ------------ | -------------------- |
| Robert Vaughn       | Mozgókép     | 6633 Hollywood Blvd  |
| Lupe Vélez          | Mozgókép     | 6927 Hollywood Blvd. |
| Evelyn Venable      | Mozgókép     | 1500 Vine Street     |
| Billy Vera          | Zene         | 1770 Vine Street     |
| Vera-Ellen          | Mozgókép     | 7083 Hollywood Blvd. |
| Elena Verdugo       | Televíziózás | 1709 Vine Street     |
| Bobby Vernon        | Mozgókép     | 6825 Hollywood Blvd. |
| Charles Vidor       | Mozgókép     | 6676 Hollywood Blvd. |
| King Vidor          | Mozgókép     | 6743 Hollywood Blvd. |
| Village People      | Zene         | 6529 Hollywood Blvd. |
| Gene Vincent        | Zene         | 1749 N.Vine St.      |
| Bobby Vinton        | Zene         | 6916 Hollywood Blvd. |
| Josef von Sternberg | Mozgókép     | 6401 Hollywood Blvd. |
| Erich von Stroheim  | Mozgókép     | 6826 Hollywood Blvd. |
| Harry von Zell      | Rádiózás     | 6521 Hollywood Blvd. |

## W
| Név                            | Kategória    | Cím                  |
| ------------------------------ | ------------ | -------------------- |
| Lindsay Wagner                 | Televíziózás | 6767 Hollywood Blvd. |
| Robert Wagner                  | Mozgókép     | 7021 Hollywood Blvd. |
| Robert Wagner                  | Zene         | 7001 Hollywood Blvd. |
| Mark Wahlberg                  | Mozgókép     | 6259 Hollywood Blvd. |
| Jimmy Wakely                   | Zene         | 1680 Vine Street     |
| Clint Walker                   | Televíziózás | 1505 Vine Street     |
| Robert Walker                  | Mozgókép     | 1709 Vine Street     |
| Mike Wallace                   | Televíziózás | 6263 Hollywood Blvd. |
| Richard Wallace                | Mozgókép     | 1560 Vine Street     |
| Mark Wallengren and Kim Amidon | Rádiózás     | 6834 Hollywood Blvd. |
| Jimmy Wallington               | Rádiózás     | 6660 Hollywood Blvd. |
| Raoul Walsh                    | Mozgókép     | 6135 Hollywood Blvd. |
| Ray Walston                    | Színház      | 7070 Hollywood Blvd. |
| Bruno Walter                   | Zene         | 6902 Hollywood Blvd. |
| Barbara Walters                | Televíziózás | 6801 Hollywood Blvd. |
| Charles Walters                | Mozgókép     | 6402 Hollywood Blvd. |
| Henry B. Walthall              | Mozgókép     | 6201 Hollywood Blvd. |
| Joseph Wapner                  | Televíziózás | 6922 Hollywood Blvd. |
| Jay Ward                       | Televíziózás | 7080 Hollywood Blvd. |
| Fred Waring                    | Rádiózás     | 6556 Hollywood Blvd. |
| Fred Waring                    | Zene         | 6300 Hollywood Blvd. |
| Fred Waring                    | Televíziózás | 1751 Vine Street     |
| H. B. Warner                   | Mozgókép     | 6600 Hollywood Blvd. |
| Harry Warner                   | Mozgókép     | 6441 Hollywood Blvd. |
| Jack Warner                    | Mozgókép     | 6541 Hollywood Blvd. |
| Sam Warner                     | Mozgókép     | 6201 Hollywood Blvd. |
| Diane Warren                   | Zene         | 7021 Hollywood Blvd. |
| Ruth Warrick                   | Mozgókép     | 6689 Hollywood Blvd. |
| Dionne Warwick                 | Zene         | 6922 Hollywood Blvd. |
| Lew Wasserman                  | Mozgókép     | 6925 Hollywood Blvd. |
| Willard Waterman               | Rádiózás     | 1601 Vine Street     |
| Sam Waterston                  | Televíziózás | 7040 Hollywood Blvd. |
| The Watson Family              | Mozgókép     | 6674 Hollywood Blvd. |
| John Wayne                     | Mozgókép     | 1541 Vine Street     |
| Dennis Weaver                  | Televíziózás | 6822 Hollywood Blvd. |
| Sigourney Weaver               | Mozgókép     | 7021 Hollywood Blvd. |
| Clifton Webb                   | Mozgókép     | 6850 Hollywood Blvd  |
| Jack Webb                      | Rádiózás     | 7040 Hollywood Blvd. |
| Jack Webb                      | Televíziózás | 6278 Hollywood Blvd. |
| Richard Webb                   | Televíziózás | 7059 Hollywood Blvd. |
| Andrew Lloyd Webber            | Színház      | 6233 Hollywood Blvd. |
| Lois Weber                     | Mozgókép     | 6518 Hollywood Blvd. |
| Ted Weems                      | Zene         | 1680 Vine Street     |
| Jerry Weintraub                | Mozgókép     | 6931 Hollywood Blvd. |
| Johnny Weissmuller             | Televíziózás | 6541 Hollywood Blvd. |
| Raquel Welch                   | Mozgókép     | 7021 Hollywood Blvd. |
| Lawrence Welk                  | Zene         | 6613 Hollywood Blvd  |
| Lawrence Welk                  | Televíziózás | 1601 Vine Street     |
| Orson Welles                   | Mozgókép     | 1600 Vine Street     |
| Orson Welles                   | Rádiózás     | 6552 Hollywood Blvd. |
| William A. Wellman             | Mozgókép     | 6125 Hollywood Blvd. |
| Bill Welsh                     | Televíziózás | 6362 Hollywood Blvd. |
| Mae West                       | Mozgókép     | 1560 Vine Street     |
| The Westmores of Hollywood     | Mozgókép     | 1645 Vine Street     |
| Paul Weston                    | Zene         | 1535 Vine Street     |
| Haskell Wexler                 | Mozgókép     | 7070 Hollywood Blvd. |
| Forest Whitaker                | Mozgókép     | 6801 Hollywood Blvd. |
| Alice White                    | Mozgókép     | 1511 Vine Street     |
| Betty White                    | Televíziózás | 6747 Hollywood Blvd. |
| Jack White                     | Mozgókép     | 6366 Hollywood Blvd. |
| Jules White                    | Mozgókép     | 1559 Vine Street     |
| Pearl White                    | Mozgókép     | 6838 Hollywood Blvd. |
| Vanna White                    | Televíziózás | 7018 Hollywood Blvd. |
| Paul Whiteman                  | Zene         | 6157 Hollywood Blvd. |
| Paul Whiteman                  | Rádiózás     | 1601 Vine Street     |
| Barbara Whiting Smith          | Televíziózás | 6443 Hollywood Blvd. |
| Margaret Whiting               | Zene         | 6623 Hollywood Blvd. |
| Slim Whitman                   | Zene         | 1709 Vine Street     |
| Stuart Whitman                 | Mozgókép     | 7083 Hollywood Blvd  |
| James Whitmore                 | Televíziózás | 6611 Hollywood Blvd  |
| Dick Whittinghill              | Rádiózás     | 6384 Hollywood Blvd. |
| Richard Widmark                | Mozgókép     | 6800 Hollywood Blvd. |

| Név                    | Kategória    | Cím                  |
| ---------------------- | ------------ | -------------------- |
| Henry Wilcoxon         | Mozgókép     | 6256 Hollywood Blvd. |
| Cornel Wilde           | Mozgókép     | 1635 Vine Street     |
| Billy Wilder           | Mozgókép     | 1751 Vine Street     |
| Tichi Wilkerson Kassel | Mozgókép     | 7000 Hollywood Blvd. |
| Warren William         | Mozgókép     | 1559 Vine Street     |
| Andy Williams          | Zene         | 6667 Hollywood Blvd. |
| Bill Williams          | Televíziózás | 6145 Hollywood Blvd. |
| Billy Dee Williams     | Mozgókép     | 1521 Vine Street     |
| Cindy Williams         | Televíziózás | 7021 Hollywood Blvd  |
| Earle Williams         | Mozgókép     | 1560 Vine Street     |
| Esther Williams        | Mozgókép     | 1560 Vine Street     |
| Guy Williams           | Mozgókép     | 7080 Hollywood Blvd. |
| Hank Williams          | Zene         | 6400 Hollywood Blvd. |
| Joe Williams           | Zene         | 6508 Hollywood Blvd. |
| Kathlyn Williams       | Mozgókép     | 7038 Hollywood Blvd  |
| Paul Williams          | Zene         | 6931 Hollywood Blvd. |
| Robin Williams         | Mozgókép     | 6925 Hollywood Blvd. |
| Roger Williams         | Zene         | 1533 Vine Street     |
| Tex Williams           | Rádiózás     | 6412 Hollywood Blvd. |
| Vanessa Williams       | Zene         | 7000 Hollywood Blvd. |
| Dave Willock           | Televíziózás | 6358 Hollywood Blvd. |
| Bruce Willis           | Mozgókép     | 6915 Hollywood Blvd. |
| Chill Wills            | Mozgókép     | 6923 Hollywood Blvd. |
| Meredith Willson       | Rádiózás     | 6411 Hollywood Blvd  |
| Carey Wilson           | Mozgókép     | 6301 Hollywood Blvd. |
| Don Wilson             | Rádiózás     | 1500 Vine Street     |
| Lois Wilson            | Mozgókép     | 6933 Hollywood Blvd. |
| Marie Wilson           | Rádiózás     | 6301 Hollywood Blvd. |
| Marie Wilson           | Televíziózás | 6765 Hollywood Blvd. |
| Marie Wilson           | Mozgókép     | 6601 Hollywood Blvd. |
| Nancy Wilson           | Zene         | 6541 Hollywood Blvd. |
| Paul Winchell          | Televíziózás | 6333 Hollywood Blvd. |
| Paul Winchell          | Rádiózás     | 6714 Hollywood Blvd. |
| Walter Winchell        | Televíziózás | 1645 Vine Street     |
| Claire Windsor         | Mozgókép     | 7021 Hollywood Blvd. |
| Marie Windsor          | Mozgókép     | 1549 N. Vine Street  |
| Toby Wing              | Mozgókép     | 6561 Hollywood Blvd. |
| Henry Winkler          | Televíziózás | 623 Hollywood Blvd.  |
| Irwin Winkler          | Mozgókép     | 6801 Hollywood Blvd. |
| Charles Winninger      | Rádiózás     | 6333 Hollywood Blvd. |
| Stan Winston           | Mozgókép     | 6522 Hollywood Blvd. |
| Hugo Winterhalter      | Zene         | 1600 Vine Street     |
| Jonathan Winters       | Televíziózás | 6290 Hollywood Blvd. |
| Shelley Winters        | Mozgókép     | 1752 Vine Street     |
| Robert Wise            | Mozgókép     | 6340 Hollywood Blvd. |
| Jane Withers           | Mozgókép     | 6119 Hollywood Blvd. |
| Dick Wolf              | Televíziózás | 7040 Hollywood Blvd. |
| David L. Wolper        | Televíziózás | Sunset & Vine        |
| Stevie Wonder          | Zene         | 7050 Hollywood Blvd. |
| Anna May Wong          | Mozgókép     | 1708 Vine Street     |
| Natalie Wood           | Mozgókép     | 7000 Hollywood Blvd. |
| Sam Wood               | Mozgókép     | 6714 Hollywood Blvd. |
| Woody Woodpecker       | Mozgókép     | 7000 Hollywood Blvd. |
| Donald Woods           | Televíziózás | 6260 Hollywood Blvd. |
| James Woods            | Mozgókép     | 7021 Hollywood Blvd. |
| Joanne Woodward        | Mozgókép     | 6801 Hollywood Blvd. |
| Monty Woolley          | Televíziózás | 6542 Hollywood Blvd. |
| Fay Wray               | Mozgókép     | 6349 Hollywood Blvd. |
| Teresa Wright          | Mozgókép     | 1680 Vine Street     |
| Teresa Wright          | Televíziózás | 6405 Hollywood Blvd. |
| Jane Wyatt             | Televíziózás | 6350 Hollywood Blvd. |
| William Wyler          | Mozgókép     | 1731 Vine Street     |
| Jane Wyman             | Mozgókép     | 6607 Hollywood Blvd. |
| Jane Wyman             | Televíziózás | 1620 Vine Street     |
| Ed Wynn                | Mozgókép     | 1541 Vine Street     |
| Ed Wynn                | Rádiózás     | 6333 Hollywood Blvd. |
| Ed Wynn                | Televíziózás | 6426 Hollywood Blvd. |
| Keenan Wynn            | Televíziózás | 1515 Vine Street     |

## X
None

## Y
| Név                 | Kategória    | Cím                  |
| ------------------- | ------------ | -------------------- |
| Dwight Yoakam       | Zene         | 7021 Hollywood Blvd. |
| Michael York        | Mozgókép     | 6385 Hollywood Blvd. |
| Alan Young          | Rádiózás     | 6927 Hollywood Blvd. |
| Carleton G. Young   | Rádiózás     | 6733 Hollywood Blvd. |
| Clara Kimball Young | Mozgókép     | 6513 Hollywood Blvd. |
| Gig Young           | Televíziózás | 6821 Hollywood Blvd. |
| Loretta Young       | Mozgókép     | 6100 Hollywood Blvd. |
| Loretta Young       | Televíziózás | 6135 Hollywood Blvd. |
| Robert Young        | Mozgókép     | 6933 Hollywood Blvd. |
| Robert Young        | Rádiózás     | 1620 Vine Street     |
| Robert Young        | Televíziózás | 6360 Hollywood Blvd. |
| Roland Young        | Mozgókép     | 6523 Hollywood Blvd. |
| Roland Young        | Televíziózás | 6315 Hollywood Blvd. |
| Victor Young        | Zene         | 6363 Hollywood Blvd. |

## Z
| Név                  | Kategória    | Cím                  |
| -------------------- | ------------ | -------------------- |
| Florian ZaBach       | Televíziózás | 6505 Hollywood Blvd. |
| Darryl F. Zanuck     | Mozgókép     | 6336 Hollywood Blvd. |
| Richard D. Zanuck    | Mozgókép     | 6915 Hollywood Blvd. |
| Carmen Zapata        | Színház      | 6357 Hollywood Blvd. |
| Renée Zellweger      | Mozgókép     | 7000 Hollywood Blvd. |
| Robert Zemeckis      | Mozgókép     | 6925 Hollywood Blvd. |
| Efrem Zimbalist, Jr. | Televíziózás | 7095 Hollywood Blvd. |
| Fred Zinnemann       | Mozgókép     | 6629 Hollywood Blvd. |
| Adolph Zukor         | Mozgókép     | 1617 Vine Street     |

## Fordítás
- Ez a szócikk részben vagy egészben  a   List of stars on the Hollywood Walk of Fame című angol Wikipédia-szócikk fordításán alapul.  Az eredeti cikk szerkesztőit annak laptörténete sorolja fel. Ez a jelzés csupán a megfogalmazás eredetét és a szerzői jogokat jelzi, nem szolgál a cikkben szereplő információk forrásmegjelöléseként.